# Thuiaria breitfussi
Thuiaria breitfussi är en nässeldjursart som först beskrevs av Kudelin 1914.  Thuiaria breitfussi ingår i släktet Thuiaria och familjen Sertulariidae.
Artens utbredningsområde är Norra Ishavet. Inga underarter finns listade i Catalogue of Life.